# 克孜吉别克

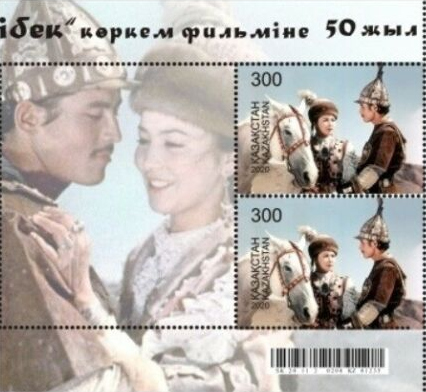
2020年发行，纪念1970年同名电影的邮票

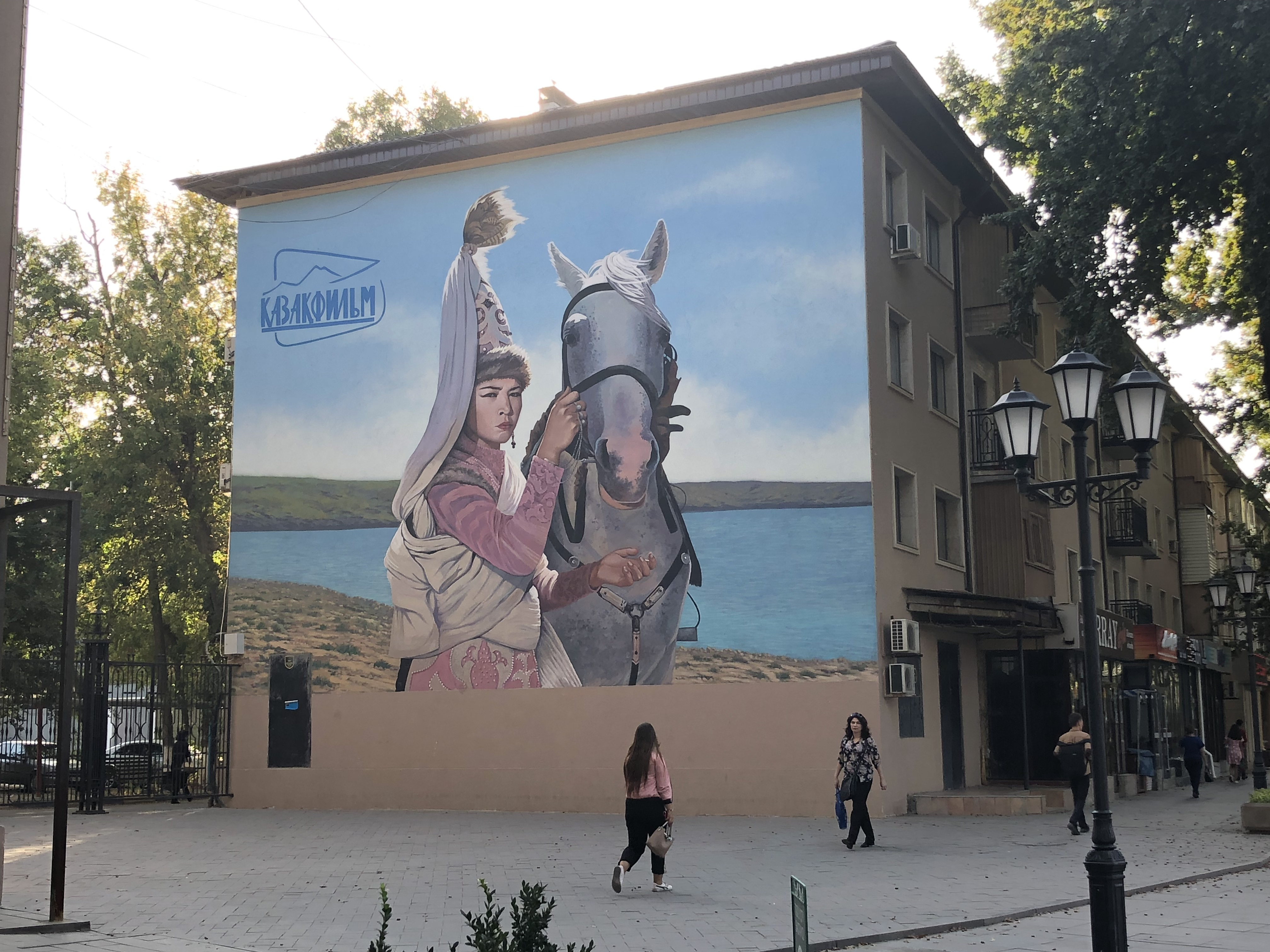
奇姆肯特的一幅壁画，致敬了1970年的同名电影

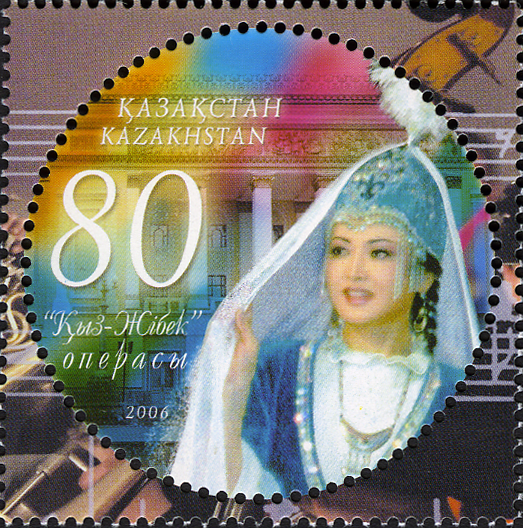
致敬1934年同名歌剧的2006年发行的邮票

克孜吉别克，是一首哈萨克族民间爱情叙事诗。

## 历史
约产生于17世纪，该诗歌于1894年在喀山首次刊行，版本由哈萨克民族志学家兼诗人居斯甫别克·夏依合斯拉木吾勒编写。
中文版于1982年首次刊出。

## 内容概要
在加阿依巴依勒部落，有一个叫作巴扎尔巴依的富豪巴依，曾娶过三房，生了九子，一场瘟疫夺走了妻小的生命。后来他又娶了六个妻了，在他44岁时，最小的妾为他生一子，起名叫托烈甘（Толеген）。托烈甘与吉别克（Жибек）偶然相见，一见钟情。引起富贵子弟伯克江（Бекежан）的嫉恨，便决意要杀死托烈甘。托烈甘离家远征，临行前告诉弟弟，此行凶多吉少，我若死你娶吉别克为妻。托烈甘后来死于敌手，吉别克嫁给了托烈甘的弟弟，并杀死了他的仇人。